# بيتر دونالدسون
بيتر دونالدسون (بالإنجليزية: Peter Donaldson)‏ هو مذيع أخبار بريطاني، ولد في 23 أغسطس 1945 في القاهرة في مصر، وتوفي في 3 نوفمبر 2015.